# Minden (Nebraska)
Minden és una població dels Estats Units a l'estat de Nebraska. Segons el cens del 2000 tenia 2.964 habitants.

## Demografia
Segons el cens del 2000, Minden tenia 2.964 habitants, 1.185 habitatges, i 811 famílies. La densitat de població era de 697,8 habitants per km².
Dels 1.185 habitatges en un 32% hi vivien nens de menys de 18 anys, en un 59,2% hi vivien parelles casades, en un 7,4% dones solteres, i en un 31,5% no eren unitats familiars. En el 27,8% dels habitatges hi vivien persones soles el 13,9% de les quals corresponia a persones de 65 anys o més que vivien soles. El nombre mitjà de persones vivint en cada habitatge era de 2,38 i el nombre mitjà de persones que vivien en cada família era de 2,89.
Per edats la població es repartia de la següent manera: un 24,9% tenia menys de 18 anys, un 6,5% entre 18 i 24, un 25,5% entre 25 i 44, un 21,3% de 45 a 60 i un 21,8% 65 anys o més.
L'edat mediana era de 40 anys. Per cada 100 dones de 18 o més anys hi havia 82,7 homes.
La renda mediana per habitatge era de 40.092 $ i la renda mediana per família de 47.356 $. Els homes tenien una renda mediana de 29.267 $ mentre que les dones 18.929 $. La renda per capita de la població era de 18.847 $. Aproximadament el 2,3% de les famílies i el 5,3% de la població estaven per davall del llindar de pobresa.

## Poblacions més properes
El següent diagrama mostra les poblacions més properes.